# 咒中人：黑舞台
《咒中人：黑舞台》（皇家轉寫：Bu-nga Muen Pha-mon）是一部由《特长生》和泰版《流星花园》导演Patha Thongpan（O）执导的泰国浪漫惊悚系列剧。此剧由梅塔文·欧帕西安卡琼及札玲朋·尊克迪领衔主演，为2023年于GMM 25播出的电视剧《咒中人》的续集。此劇於2025年7月26日起，每周六晚8時30分在One 31電視台播出。
此剧由GMMTV和Parbdee Tawesuk联合制作，并于2023年10月17日GMMTV举办的新剧发布会“UP&ABOVE”PART1 公开此剧的先导预告片。此外，此剧也是演员札玲朋·尊克迪继离开前东家泰国第3电视台后接演的首部剧集作品。

## 演员阵容
註：括号内的演员或角色姓名为小名。

### 主要演员
- 梅塔文·欧帕西安卡琼（Win）饰演 Ajin Nakaritta
- 札玲朋·尊克迪（Toey）饰演 Plengpin

### 其他演员
- 提娜丽·维拉瓦诺丹（Namtan）飾演 Anya
- 余晶晶（Jing Jing）飾演 Jiu
- 提查·都拉春（Mint）飾演 Myday
- 尼替·柴契塔通（Pompam）飾演 Ray
- Sikha Thitaradis（Jeed） 飾演 Kosum
- Ratchaarpaake Tunsiriwanlobp（Tutun） 飾演 Aekasit
- 努弗恩・布艾（On）飾演 Anant